# Raiffeisenbank Bad Kötzting
Die Raiffeisenbank Bad Kötzting eG ist eine Genossenschaftsbank mit Sitz in der bayerischen Stadt Bad Kötzting im Landkreis Cham.

## Geschichte
Die damalige, im Jahr 1895 gegründete, Raiffeisenbank Kötzting eGmbH mit dem Sitz in Kötzting fusionierte letztmals im Jahr 1967 mit der Raiffeisenkasse Harrling eGmbH mit dem Sitz im heutigen Zandt. Zuvor fand bereits im Jahr 1965 eine Fusion der Raiffeisenbank Kötzting eGmbH mit der Raiffeisenkasse Grafenwiesen eGmbH mit Sitz in Grafenwiesen, der Raiffeisenkasse Miltach eGmbH mit Sitz in Miltach, der Raiffeisenkasse Rimbach eGmbH mit Sitz in Rimbach und der Raiffeisenkasse Zandt eGmbH mit Sitz in Zandt statt.

## Rechtsverhältnisse
Die Raiffeisenbank Bad Kötzting eG ist im Genossenschaftsregister beim Amtsgericht Regensburg unter GnR 628 eingetragen.

## Organisationsstruktur
Rechtsgrundlagen sind das Genossenschaftsgesetz und die durch die Vertreterversammlung beschlossene Satzung. Organe der Bank sind der Vorstand, der Aufsichtsrat und die Vertreterversammlung.

## Sicherungseinrichtung
Die Raiffeisenbank Bad Kötzting eG ist der amtlich anerkannten Sicherungseinrichtung des Bundesverbandes der Deutschen Volksbanken und Raiffeisenbanken GmbH und der zusätzlichen freiwilligen Sicherungseinrichtung des Bundesverbandes der Deutschen Volksbanken und Raiffeisenbanken e.V. angeschlossen.

## Geschäftsausrichtung
Die Raiffeisenbank Bad Kötzting eG betreibt das Universalbankgeschäft. Im Verbundgeschäft arbeitet sie mit der DZ Bank, R+V Versicherung, Bausparkasse Schwäbisch Hall, Teambank, VR Leasing, DZ Hyp und der Union Investment zusammen.

## Geschäftsgebiet
Das Geschäftsgebiet liegt im Südosten des Landkreises Cham.
An diesen Orten betreibt die Bank Filialen:
- Bad Kötzting (Hauptstelle, jur. Sitz)
- Blaibach (Geschäftsstelle)
- Grafenwiesen (Geschäftsstelle)
- Miltach (Geschäftsstelle)
- Rimbach (Geschäftsstelle)
- Zandt (Geschäftsstelle)